# Alcântara Cyclone Space
Alcântara Cyclone Space (ACS) era uma empresa pública binacional de capital brasileiro e ucraniano constituída em 31 de agosto de 2006 com o objetivo de comercialização e lançamento de satélites utilizando o foguete espacial ucraniano Cyclone-4 a partir do Centro de Lançamento de Alcântara. Em julho de 2015, no entanto, a cooperação entre os dois países foi cancelada pelo governo brasileiro.

## História
A concretização da criação da empresa foi realizada em 21 de outubro de 2003, na assinatura do Tratado de Cooperação de Longo Prazo na Utilização do Veículo de Lançamento Cyclone-4. As negociações entre os dois governos iniciaram-se formalmente em 18 de novembro de 1999, com a assinatura do Acordo-Quadro sobre a Cooperação de Usos Pacíficos do Espaço Exterior.

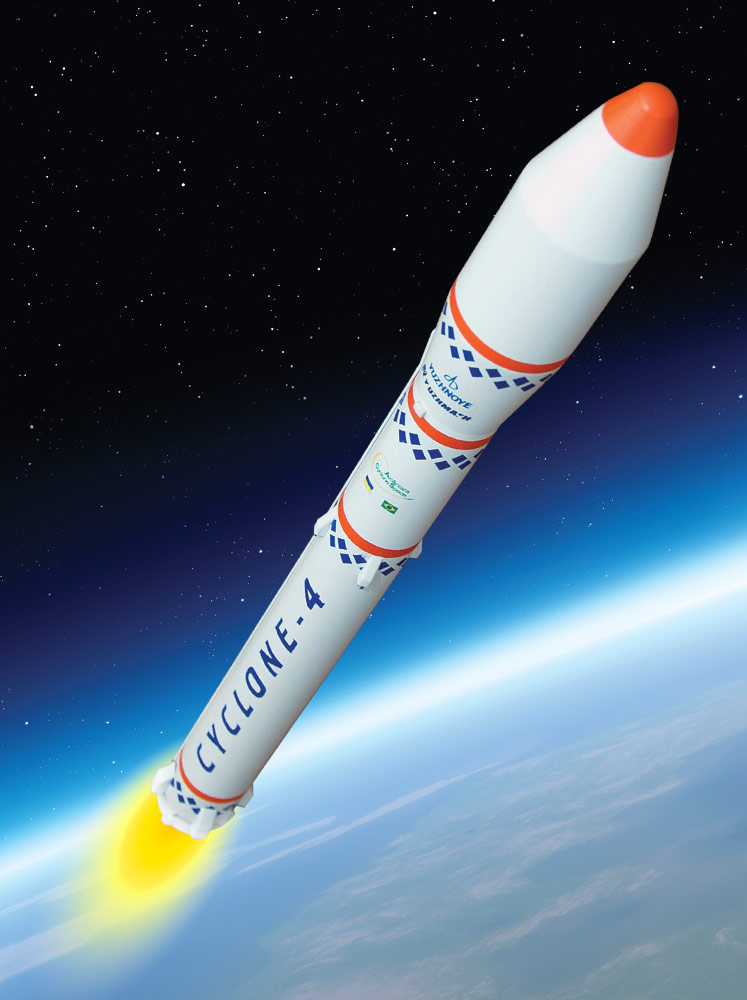
Concepção artística do foguete Cyclone-4

O investimento inicial de cada país foi estipulado em 80 milhões de dólares e que, no caso brasileiro, seria feito pela Empresa Brasileira de Infra-estrutura Aeroportuária (Infraero).
Em março de 2009, o Governo brasileiro anunciou aumento do capital financeiro da empresa em 100 milhões de reais, sendo 50 milhões responsabilidade de cada um dos governos.

### WikiLeaks
Em 2011 o WikiLeaks publicou documentos que confirmaram que o governo dos Estados Unidos apoiava o estabelecimento da Alcântara Cyclone Space desde que isto não envolvesse o desenvolvimento de um programa de produção de foguetes espaciais brasileiros, conforme a política estadunidense de não proliferação de tecnologias que permitem entrega de armas nucleares em vigor desde os anos 1950, além do compromisso brasileiro de não desenvolver foguetes com capacidade maior a 500 kg mediante a sua adesão ao MTCR. Por isto, as autoridades estadunidenses pressionaram a Ucrânia para não transferir tecnologia do setor ao país. A restrição dos Estados Unidos está registrada em telegrama que o Departamento de Estado enviou à sua embaixada em Brasília, em janeiro de 2009, onde escreve: "Não apoiamos o programa nativo dos veículos de lançamento espacial do Brasil. ... Queremos lembrar às autoridades ucranianas que os EUA não se opõem ao estabelecimento de uma plataforma de lançamentos em Alcântara, contanto que tal atividade não resulte na transferência de tecnologias de foguetes ao Brasil". Os Estados Unidos também não permitiu o lançamento de satélites norte-americanos (ou fabricados por outros países mas que contenham componentes estadunidenses) a partir do Centro de Lançamento de Alcântara, por falta de Acordo de Salvaguardas Tecnológicas, o que estabelece protocolos para proteger tecnologias relacionadas com não proliferação nuclear, "devido à nossa política, de longa data, de não encorajar o programa de foguetes espaciais do Brasil", conforme outro documento confidencial divulgado.

### Cancelamento
No dia 16 de julho de 2015 o Chanceler Brasileiro Mauro Veira, anuncia oficialmente o cancelamento do projeto junto ao governo Ucraniano.
A decisão foi tomada por questões de viabilidade comercial, três anos depois que a presidente Dilma Rousseff recebeu o diagnóstico do Ministério da Ciência, Tecnologia e Inovação, que apontava que o projeto não geraria os lucros projetados com o lançamento comercial de satélites a partir de Alcântara. O orçamento inicial do programa era de 1 bilhão de reais e o governo brasileiro investiu 500 milhões de reais no projeto.

### Extinção
Em 2018, o governo brasileiro envia Medida Provisória Nº 858 ao Congresso Nacional que dispõe sobre a extinção da empresa binacional Alcântara Cyclone Space, posteriormente convertida, em 17 de abril de 2019, na Lei 13.814.